# Мали човек (филм из 2006)
Мали човек (енгл. Little Man) амерички је криминалистичко-хумористички филм из 2006. године редитеља Кинена Ајворија Вејанса и писаца и продуцената браће Вејанс, Марлона и Шона Вејанса, који такође играју главне улоге. У филму такође играју Кери Вошингтон, Џон Видерспун, Трејси Морган и Лохлин Манро. Веома мали крадљивац драгуља крије приход од своје последње пљачке, а затим се претвара да је веома велика беба да би је вратио.
Филм је биоскопски издат 14. јула 2006. године у Сједињеним Државама и постигао је комерцијални успех али и углавном негативне критике, укључујући три награде Златна малина.

## Радња
Калвин „Бејбифејс” Симс (Марлон Вејанс) је веома низак осуђен за крадљиву драгуља у Чикагу. Излази из затвора и састаје се са својим луцкастим кохортом Персијем (Трејси Морган). Перси говори Калвину о послу који укључује крађу вредног дијаманта, по налогу Чикашког мафијаша годподина Вокен (Чез Палминтери). Након успешне пљачке, двојац је скоро ухапшен, али не пре него што Калвин успе да сакрије дијамант у ташну оближње жене. Лопови прате власницу торбице до њеног дома где откривају пар, Дарила (Шон Вејанс) и Ванесу Едвардс (Кери Вошингтон), док је Шон нестрпљив да добије дете.
Калвин и Перси планирају да представе Калвина као бебу остављену на прагу пара како би вратили дијамант. Након што су сазнали да су дечје службе затворене за викенд, Дарил и Ванеса одлучују у међувремену да брину о Калвину. Међутим, Ванесин тата Франсис „Попс” (Џон Видерспун) има лош осећај према Калвину. Пријатељима пара такође је чудан Калвин. Упркос томе, Калвину се на крају допада да има породицу и почиње да се каје што их користи. Нарочито на рођенданској забави за њега, јер Калвин никада није имао родитеље који би му приредили забаву. Вокен постаје нестрпљив и тражи дијамант од Персија. Перси покушава да извуче Калвина представљајући се као његов отац, али га Дарил избацује. Вокенови људи сведоче томе и верују да је Дарил заправо Калвин.
Дарил и Ванеса одлучују да усвоје Калвина, али по доласку кући са састанка, проналазе Попса и Калвина како се свађају јер је Попс открио Калвинову тајну. Попса шаљу у старачки дом, али пре одласка каже Дарилу да „провери медведа”, мислећи на поклон који је Калвину дао раније на својој забави. Дарил открива да је медвед заправо камера и сведочи да је Калвин признао своју обману. Вокен и његови послушници долазе у кућу након што Перси лаже да се извуче из невоље; тврдећи да му је Дарил партнер који има дијамант. У низу комичних маневара, Калвин успева да спаси Дарила и ухапси Вокена и његове људе. Дарил добија значајну награду за проналазак дијаманта, а пошто му је Калвин спасио живот, не предаје га полицији.
Пре него што оде, Калвин се захваљује Дарилу што се бринуо о њему иако он заправо није био беба и признаје да мисли да би Дарил једног дана био одличан отац правог детета. Док Калвин одлази, почиње хистерично плакати знајући да ће му породица јако недостајати. Дарил тада одлучује да пусти Калвина да остане и њих двојица постају најбољи пријатељи. Филм се у неком тренутку у будућности завршава тако што се Калвин и Попс играју са Дариловом и Ванесином правом бебом, која изгледа потпуно исто као Дарил (лице Шона Вејанса прекривено бебиним лицем).

## Улоге
| Глумац                | Улога                  |
| --------------------- | ---------------------- |
| Марлон Вејанс         | Калвин Симс            |
| Шон Вејанс            | Дарил Едвардс          |
| Кери Вошингтон        | Ванеса Едвардс         |
| Џон Видерспун         | Френсис "Попс" Едвардс |
| Трејси Морган         | Перси „” Прајор        |
| Лохлан Манро          | Грег Олт               |
| Чез Палминтери        | господин Вокен         |
| Моли Шенон            | мама фудбалера         |
| Дејвид Алан Грир      | Џими Марфи             |
| Дејв Шеридан          | Роско Ки               |
| Британи Данијел       | Британи Олт            |
| Линден Порко          | Калвиново тело         |
| Габријел Пиментел     | Калвиново тело         |
| Џон Десантис          | Бруно                  |
| Фред Столер           | Ричард Селерс          |
| Алекс Борштајн        | Џенет Селерс           |
| Кели Кофилд Парк      | драгуљар               |
| Дејмијен Данте Вејанс | полицајац Вилсон       |
| Гари Овен             | полицајац Јанковски    |
| Роб Шнајдер           | Ди-Рекс                |
| Рис Најт              | Николас                |
| Клои Метјуз           | Криси                  |
| Метју Аст             | Томи                   |